# Bebek

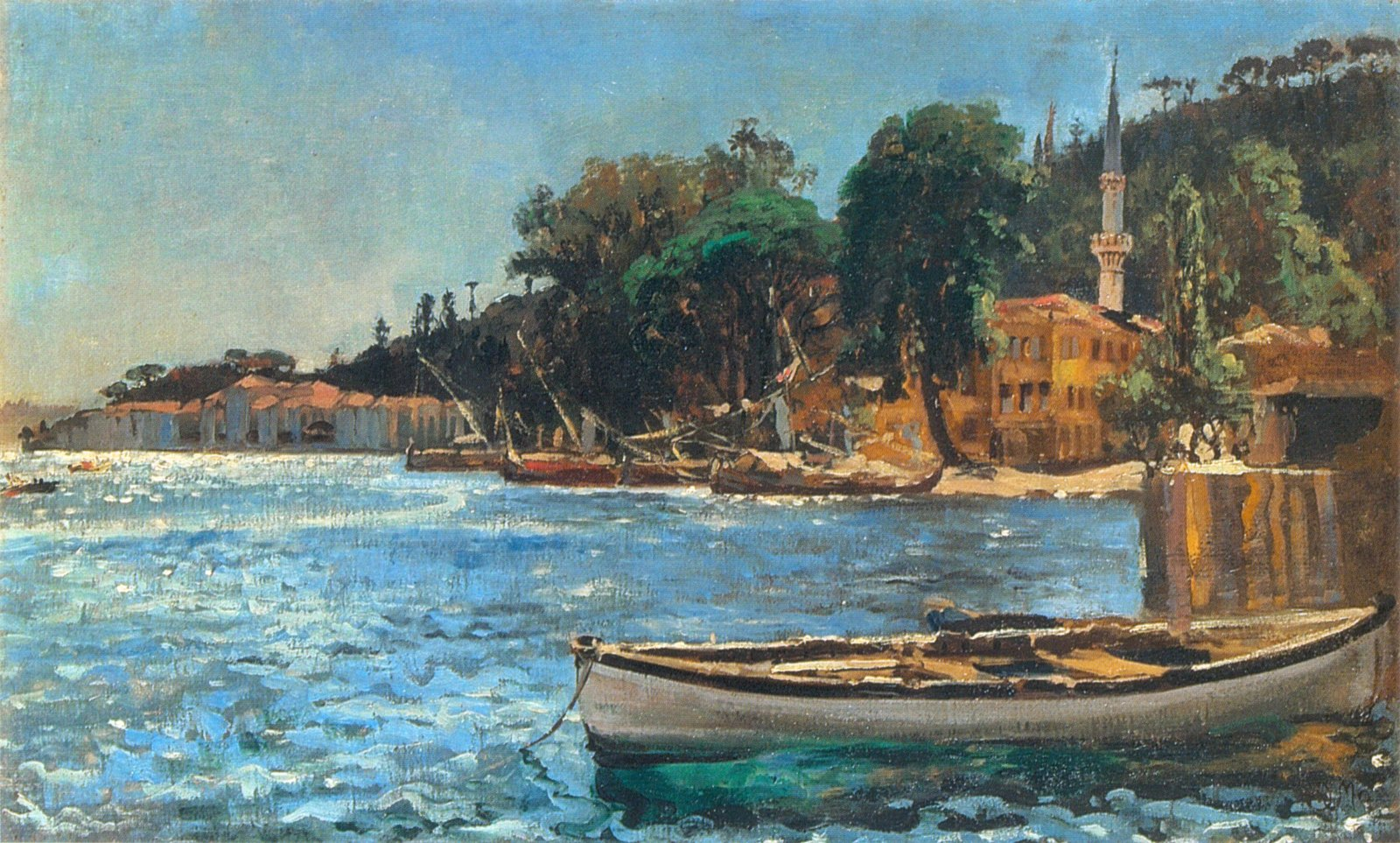
Jan Matejko, Veduta di Bebek, 1872

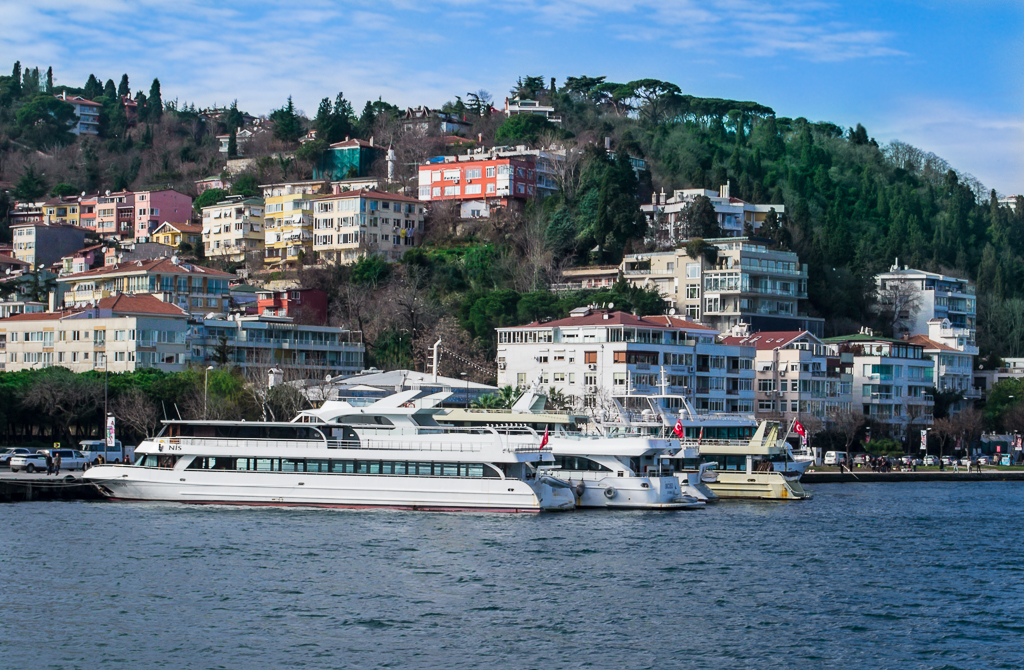
Bebek, Istanbul

Bebek è una mahalle  di Istanbul che rientra nei confini e nell'amministrazione del distretto di Beşiktaş. Si trova sulla baia di Bebek lungo le coste europee dello stretto del Bosforo ed è circondato da quartieri altrettanto ricchi come Arnavutköy ed Etiler.

## Storia
Il significato letterale della parola "Bebek" in turco è "bambino", che è un riferimento alla posizione attraente del quartiere sul Bosforo con la sua baia profonda e riparata e ampie vedute in entrambe le direzioni lungo il corso d'acqua. Si ritiene che sia una forma abbreviata di "Boğaz'ın gözbebeği", che si traduce, letteralmente, come "la pupilla del Bosforo", o più appropriatamente, "la pupilla dell'occhio del Bosforo", visto che la traduzione letterale di "pupilla" in turco è "occhio di bambino".
Bebek era un popolare quartiere residenziale sotto l'Impero ottomano e continua ad esserlo ancora oggi. La sua popolazione rifletteva la diversa società dell'epoca, che è ancora visibile nell'architettura storica della Bebek contemporanea.
Bebek è anche sede dell'Università Boğaziçi, un'università pubblica che è una delle principali istituzioni turche di istruzione superiore. L'università occupa gli edifici e i terreni dell'ormai defunta divisione di istruzione superiore del Robert College, una storica istituzione accademica statunitense fondata nel 1863 dal ricco mercante di New York Christopher Robert e dal missionario ed educatore Cyrus Hamlin. A seguito della fusione mista del Robert College, un tempo tutto maschile, con la sua scuola gemella, l'American College for Girls, tutte le attività del primo sono state spostate da Bebek al boscoso campus di Arnavutköy del secondo, dove continua ad operare.

## Galleria d'immagini

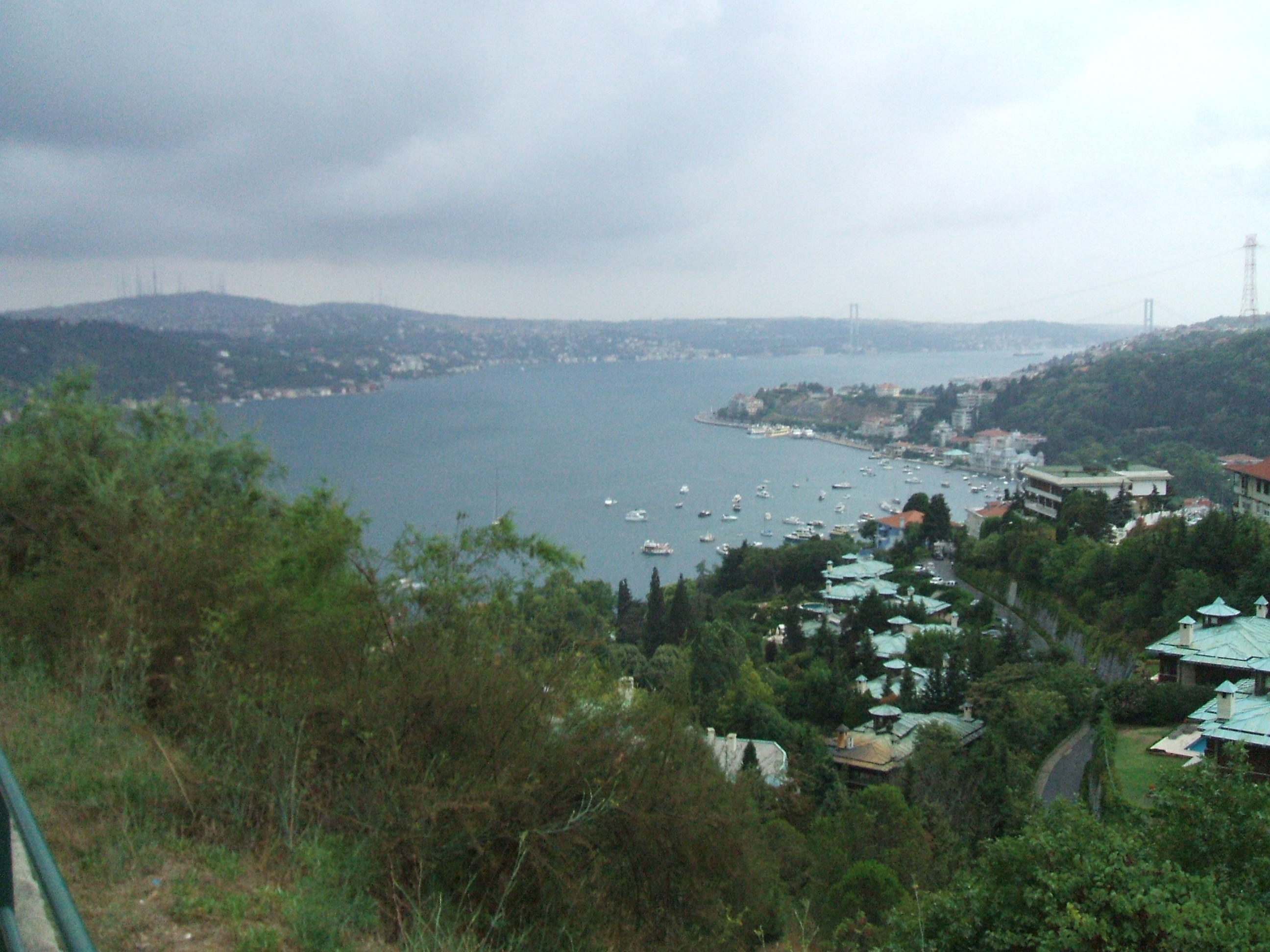
Vista sul Bosforo
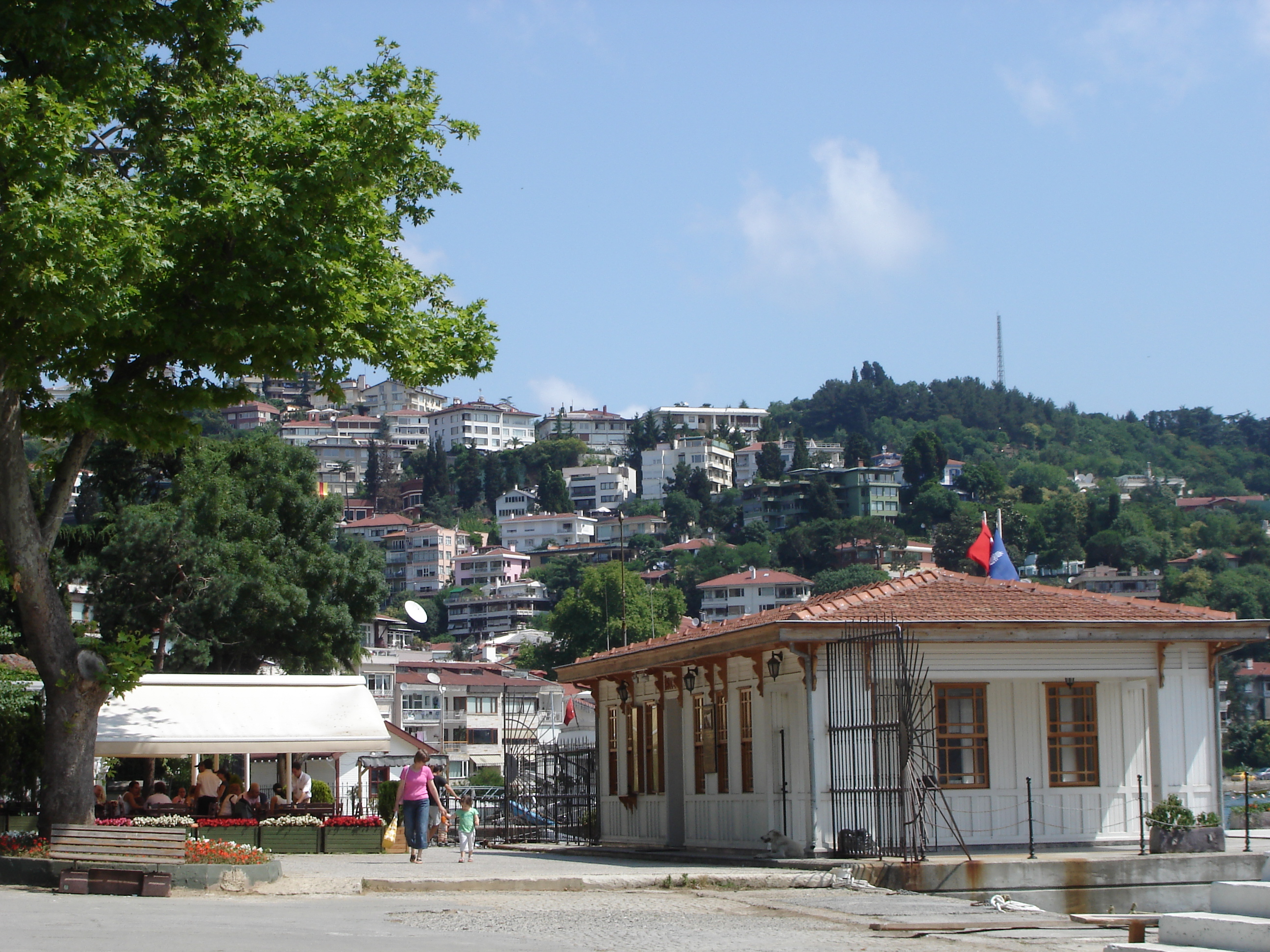
Vista dal parco di Bebek
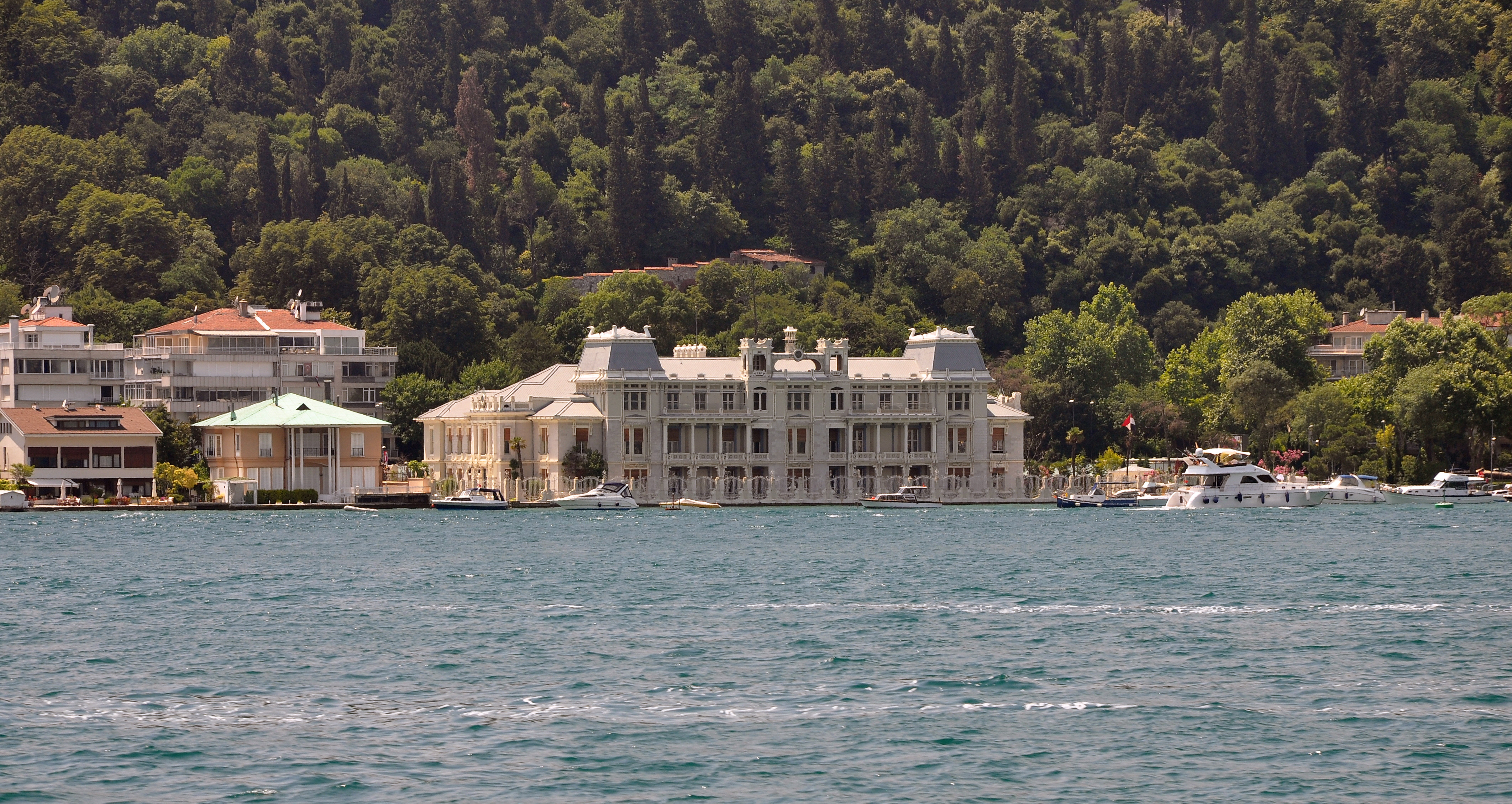
Palazzo di Âli Pasha (attualmente consolato egiziano) progettato da Raimondo D'Aronco
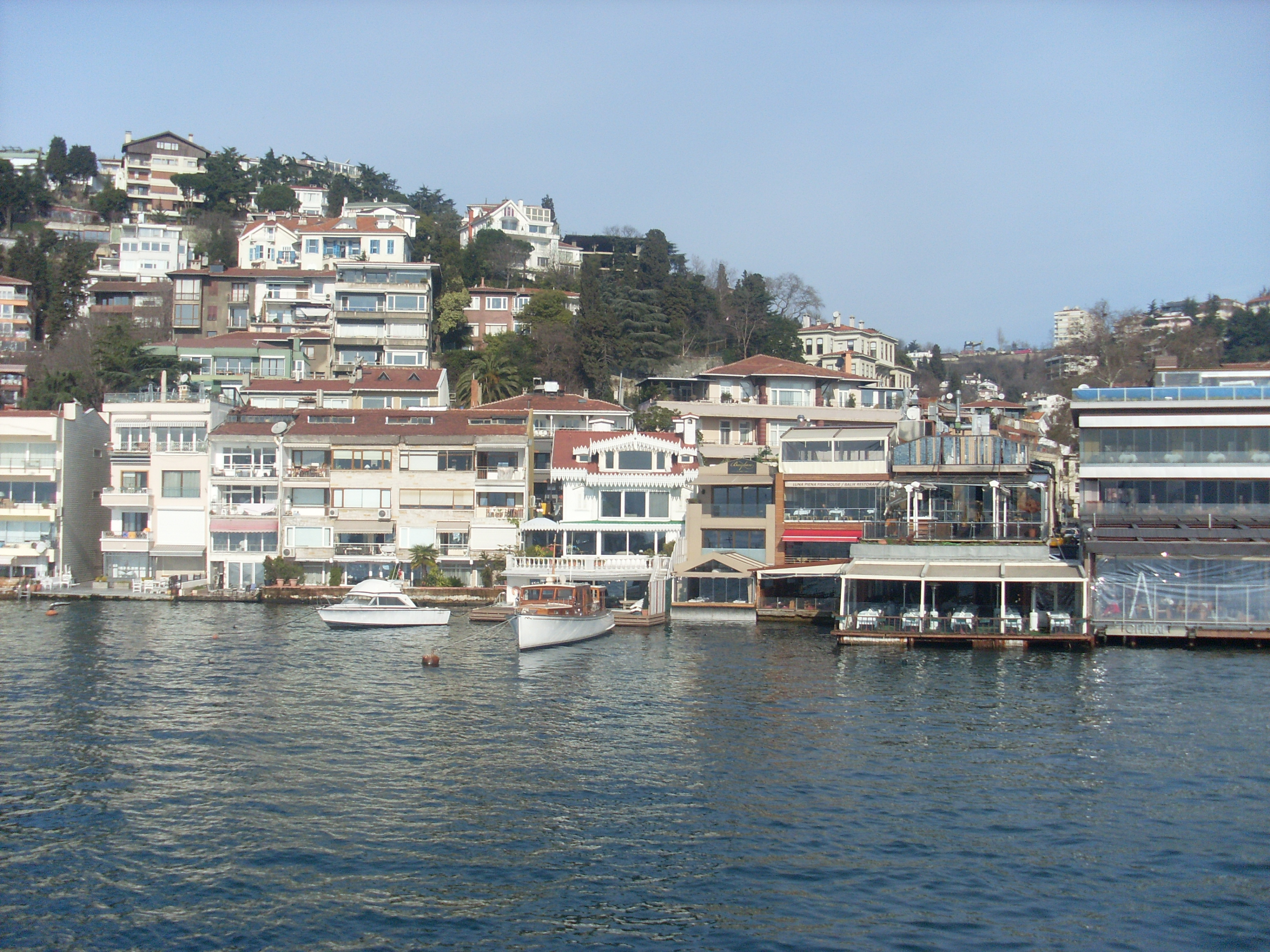
Caffè e ristoranti lungo la costa a Bebek
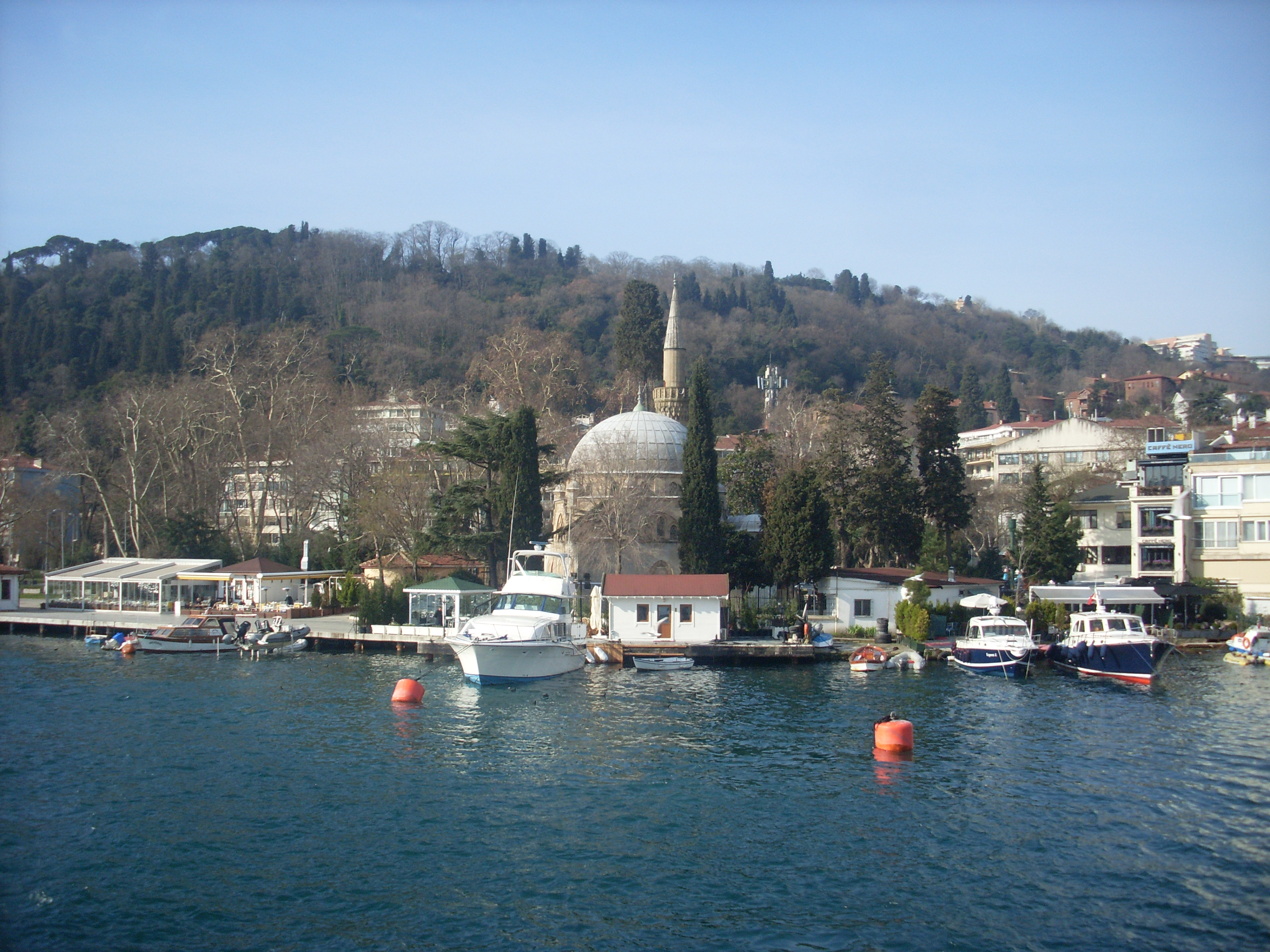
Moschea di Bebek